# Signalsjögurka
Signalsjögurka (Stichopus tremulus) är en sjögurkeart som först beskrevs av Gunnerus 1767.  Signalsjögurka ingår i släktet Stichopus och familjen signalsjögurkor. Arten är reproducerande i Sverige. Inga underarter finns listade i Catalogue of Life.